# بيتر بيس
بيتر بيس (بالإنجليزية: Peter Pace)‏ هو ضابط أمريكي، ولد في 5 نوفمبر 1945 في بروكلين في الولايات المتحدة.

## وصلات خارجية
- بيتر بيس على موقع مونزينجر (الألمانية)
- بيتر بيس على موقع إن إن دي بي (الإنجليزية)